# Строитель (стадион, Солигорск)
«Строитель» (бел. «Будаўнік») — многофункциональный стадион в Солигорске, Республика Беларусь. Является домашним стадионом Футбольного Клуба «Шахтёра». Вместимость — 4 200 мест. В настоящее время используется главным образом для проведения футбольных матчей и различного рода праздничных мероприятий. Стадиону присвоена вторая категория УЕФА.

## История
Стадион был построен для спортивных занятий работников «Стройтреста № 3» города Солигорска. Однако он не был приспособлен для спортивных соревнований более высокого уровня.
В ходе реконструкции, завершившейся в 2006 году, полностью обновлена единственная (восточная) трибуна, которая теперь вмещает 4200 зрителей. Над трибуной возведён оригинальный козырек из Г-образных стальных решетчатых рам. В подтрибунном помещении оборудованы раздевалки для спортсменов и тренеров, помещение для медперсонала, тренировочные залы, бытовые и подсобные помещения. Покрытие футбольного поля было полностью заменено.
Сегодня на стадионе проводятся футбольные матчи с участием клуба «Шахтёр», выступающего в Высшей лиге Чемпионата Республики Беларусь, и другие соревнования первенства Республики.
В перспективе на стадионе намечается построить вторую (западную) трибуну и гостиницу для приезжих спортсменов.

## Общие данные
Адрес: 223710, Солигорск, ул. Ленинского Комсомола, 51

## Основные характеристики стадиона
Год постройки: 1973

Реконструкция: 2006

Вместительность: 4 200 мест

Информационное табло: 1, электронное, цветное 

Осветительные мачты: 4

### Поле
Размер игрового поля: 105 × 68 м

Газон: естественный, травяной, с подогревом

### Трибуны
Количество трибун: 1, здесь расположены раздевалки играющих команд и пресс-центр

## Игры турниров УЕФА
Лига Европы (квалификация)
2011/2012-1/4
2012/2013-1/4
2012/2013-1/4
2014/2015-1/4;1/2; финал
2015/2016-1/8;1/4
2016/2017-1/8(Посещаемость: 1 100);1/4(Посещаемость: 2 100)
2017/2018-1/8(Посещаемость: 3 100)
2018/2019-1/8(Посещаемость: 2 700);1/4(Посещаемость: 3 700)
2019/2020-1/8(Посещаемость: 3 048);1/4(Посещаемость: 3 050)
Молодежная Лига чемпионов (Плей-офф победителей)
2016/2017-1/2(Посещаемость: 1 200)
2017/2018-1/2;финал(Посещаемость: 400)